# ليه أتاكيويس
ليه أتاكيويس (بالفرنسية: Les Attaques)‏ هي بلدية تقع في إقليم باد كاليه من منطقة نور با دو كاليه في شمال فرنسا. تبلغ مساحة هذه المدينة 20.81 (كم²)، وترتفع عن سطح البحر 3 م، يبلغ عدد سكانها 2000 نسمة حسب إحصاء المعهد الوطني للإحصاء والدراسات الاقتصادية سنة 2009 م. وترأس Jacques Rivenet البلدية خلال فترة (2008-2014).